# Autobusos de Lleida

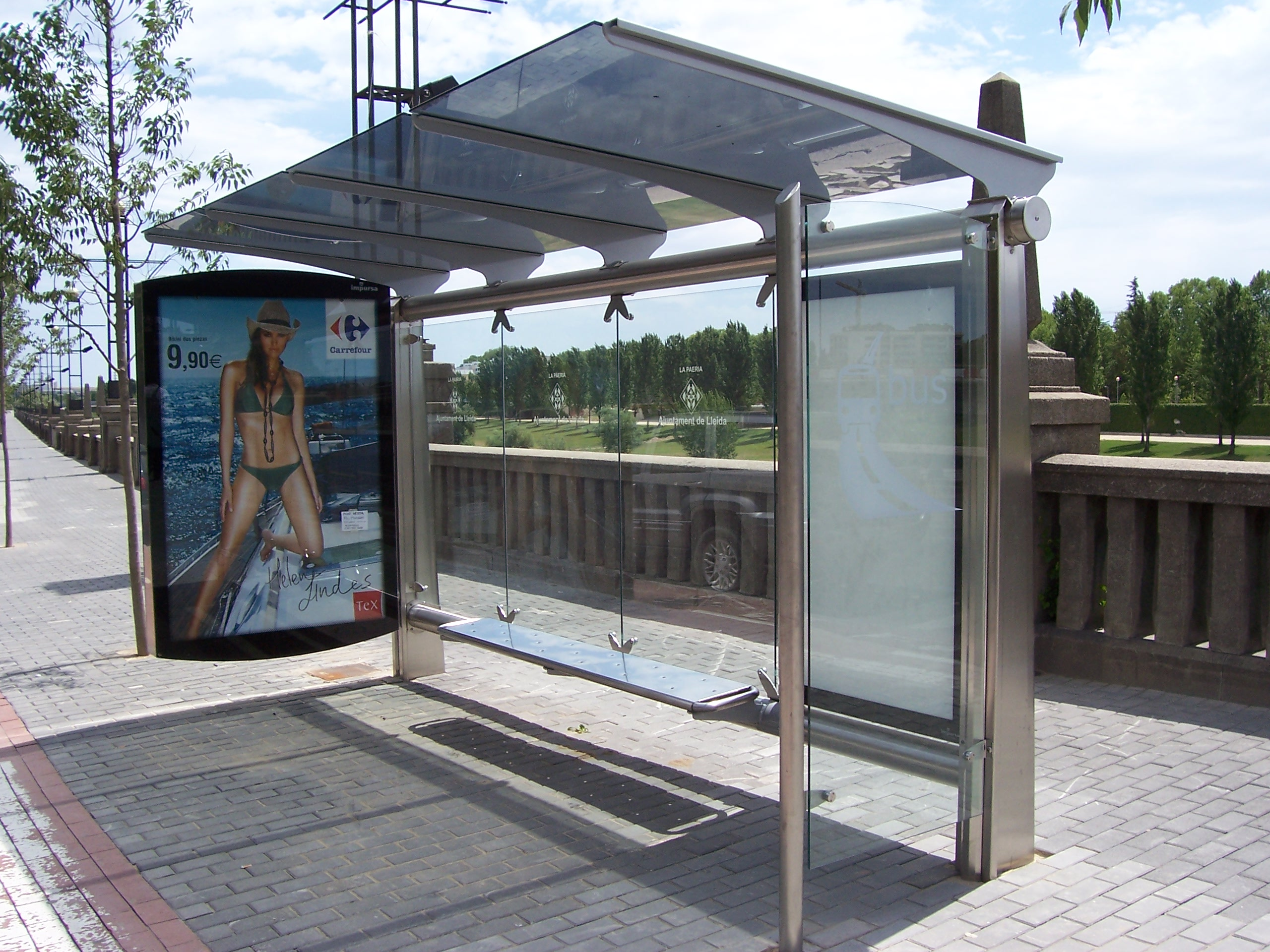
Una marquesina d'Autobusos de Lleida

Autobusos de Lleida és l'empresa encarregada de gestionar les línies urbanes d'autobusos a Lleida. La xarxa compta amb 10 línies regulars i arriba a tots els barris urbans i part de l'Horta, connectant-los amb el centre de la ciutat.
Les línies d'Autobusos de Lleida transportaren 7.303.580 passatgers l'any 2008.

## Història
L'actual empresa Autobusos de Lleida neix l'any 1985, quan l'ajuntament de la ciutat va anul·lar la concessió a Automóviles y Transportes, SA (ATSA) l'empresa privada que gestionava el servei des de 1943. L'empresa tornaria a ser privatitzada l'any 2002, quan l'ajuntament convocà un concurs públic que guanyà el grup vallesà Sarbus (actual Moventis). La Paeria es va reservar la capacitat de modificar el recorregut de les línies.
Sarbus va començar a gestionar el servei l'1 de juliol de 2002 i durant els anys següents va executar un pla de millora general de l'empresa adquirint nous autobusos, modificant el recorregut d'algunes línies, introduint un sistema de pagament amb targetes sense contacte recarregables i un sistema GPS que permet equipar algunes parades amb pantalles per conèixer la situació dels autobusos en temps real i un sistema de megafonia i panells visuals dins dels autobusos.
El 15 d'abril de 2013 s'inicia la gran reforma integral de les línies urbanes de la capital del Segrià, que suposà passar de les 20 línies existents a 10, així com la modificació d'una cinquantena de parades. L'1 de setembre del mateix any es modificava la nova xarxa amb la incorporació de la línia 11 (Centre Històric) i la línia 20 (Ronda), alhora que es modificava els recorreguts de les línies 2 i 3 fins l'Hospital Arnau de Vilanova.
El 2022 es va crear la línia 70 entre Llívia i la Bordeta, que posteriorment fou reduïda fins a Cappont. El 12 de gener de 2024 va ser el darrer dia de funcionament de la línia 11.

## Xarxa
| Línia        | Recorregut                                               | Viatgers 2023 | Dies de circulació                         |
| ------------ | -------------------------------------------------------- | ------------- | ------------------------------------------ |
| 1            | Interior                                                 | 467.634       | Diari                                      |
| 2            | Ronda - Hospitals                                        | 586.538       | Diari                                      |
| 3            | Exterior - Hospitals                                     | 438.592       | Diari                                      |
| 4            | Pardinyes - Mariola - Parc Científic                     | 494.957       | Diari                                      |
| 5            | Cappont - Arnau de Vilanova (Per Pardinyes i Balàfia)    | 508.614       | Diari                                      |
| 6            | Mercat Bordeta - Arnau de Vilanova - Agrònoms - Tanatori | 918.584       | Diari                                      |
| 7            | Costa Magraners - Av. Sant Pere/Secà                     | 1.772.988     | Diari                                      |
| 8            | Balàfia - Clot - Centre                                  | 221.403       | Dilluns a divendres feiners                |
| 9            | Polígons                                                 | 47.804        | Dilluns a divendres feiners                |
| 10           | Llívia - Caparrella                                      | 221.914       | Dilluns a divendres feiners, excepte agost |
| 11           | Centre històric                                          | 2.341         | Sense servei des del gener de 2024         |
| 20           | Ronda                                                    | 521.145       | Diari                                      |
| 70           | Llívia - Cappont                                         | 18.046        | Caps de setmana, festius i feiners d'agost |
| Bus turístic | Bus Turístic                                             | 9.555         | Segons temporada                           |